# Palyam

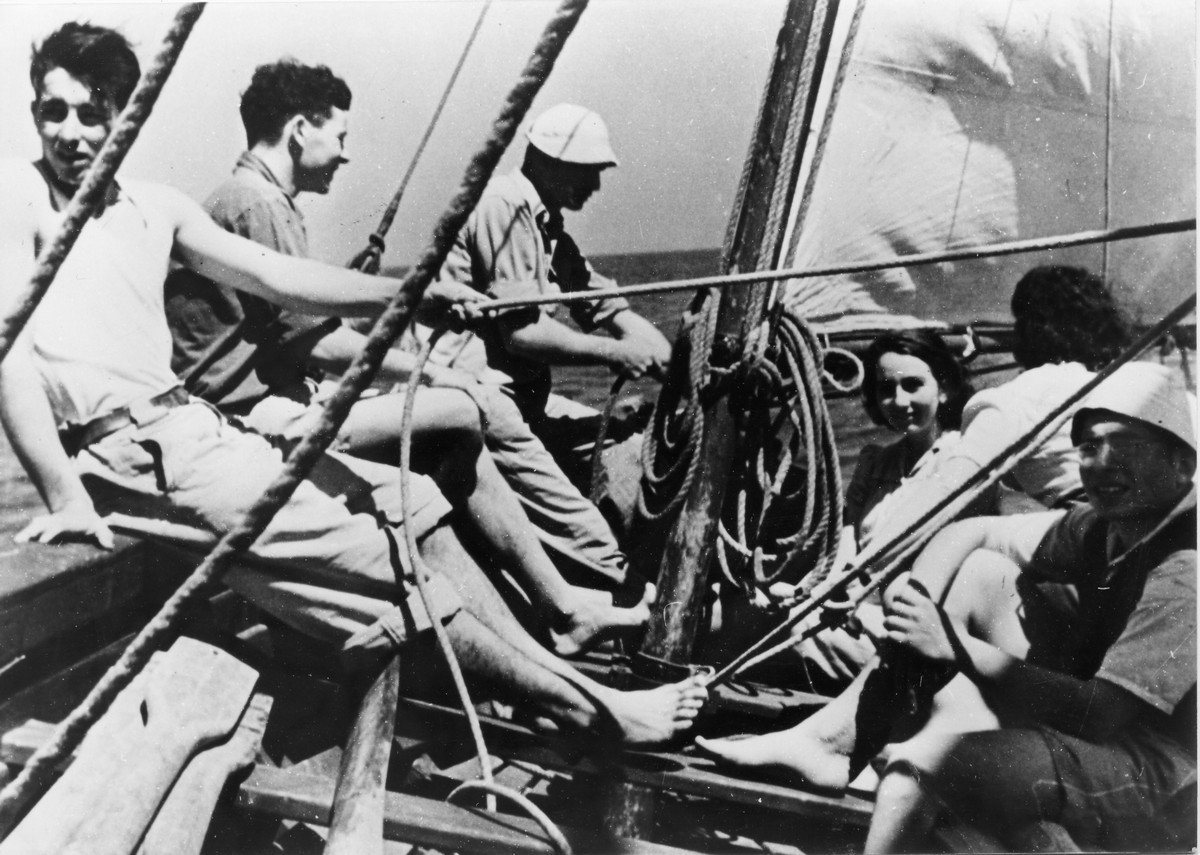
Miembros del Palyam durante un curso de entrenamiento naval realizado en el Kibutz Sdot Yam en 1944.

El Palyam (en hebreo: פלי"ם) acrónimo de Plugat HaYam (פלוגת הים); fue el brazo naval del Palmaj, la unidad de élite de la Haganá.

## Historia
El Palyam se estableció en abril de 1945 como la décima compañía del Palmaj (Pluga Yud) de donde se originó en el Pelotón Naval del Palmach. El primer comandante de la compañía fue Abraham Zakai, que pertenecía al Cuarto Batallón, adscrito al batallón del Estado mayor del Palmaj. 
La unidad era la encargada de llevar a cabo las actividades de sabotaje y demolición submarina. La mayoría de sus actividades estaban relacionadas con la escolta de barcos de la Aliyá Bet, los barcos de la inmigración clandestina (66 en total) que transportaban a los refugiados judíos desde Europa hasta el Mandato Británico de Palestina, a pesar del Libro Blanco británico de 1939, que limitaba la inmigración judía al Mandato. Desde agosto de 1945 hasta mayo de 1948, aproximadamente 70 miembros del Palyam escoltaron a 70.000 inmigrantes en 66 viajes por mar, desde el Reino de Suecia en el norte, hasta Argelia en el sur; Francia al oeste hasta Rumanía en el este. También escoltaron a los barcos que transportaban armamento y suministros vitales durante la Guerra de independencia de Israel en 1948. 
En vísperas de la guerra árabe-israelí de 1948, el Palyam  constaba de aproximadamente 400 infantes de marina, 80 de ellos eran graduados del curso de oficiales navales que se llevó a cabo en la Academia naval ubicada cerca del instituto Technion, y 70 de ellos eran graduados del curso de oficiales navales realizado en el kibutz Sdot Yam, sede del Palyam. La unidad tenía instalaciones en el kibutz Neve Yam, en los campamentos de refugiados judíos ubicados en Eretz Israel, y en las localidades de Givat Hashlosha, Shefayim y Yagur.
El 17 de marzo de 1948, se formó el servicio naval de la Armada de Israel, y se ordenó a los miembros del Palyam que se unieran al mismo. Muchos de estos miembros posteriormente formaron al personal del servicio naval de la Armada israelí. La mayoría de oficiales navales durante los primeros años posteriores a la fundación del Estado de Israel, eran veteranos del Palyam.